# بومان (جورجيا)
بومان (بالإنجليزية: Bowman, Georgia)‏ هي مدينة تقع في مقاطعة إلبرت، جورجيا بولاية جورجيا في الولايات المتحدة. تبلغ مساحة هذه المدينة 6.6 (كم²)، وترتفع عن سطح البحر 238 م، بلغ عدد سكانها 862 نسمة في عام 2010 حسب إحصاء مكتب تعداد الولايات المتحدة.

## وصلات خارجية
- Cities & Counties - Georgia.gov